# Helvibis longistyla
Helvibis longistyla är en spindelart som först beskrevs av F. O. Pickard-Cambridge 1902.  Helvibis longistyla ingår i släktet Helvibis och familjen klotspindlar. Inga underarter finns listade i Catalogue of Life.